# 诺罗敦·纳拉迪波
诺罗敦·纳拉迪波（Norodom Naradipo，1946年2月10日—1976年？），柬埔寨王子，为诺罗敦王室成员。他是诺罗敦·西哈努克之子，为西索瓦·莫尼盖珊（Sisowath Monikessan）所生，外祖父为西索瓦·莫尼旺国王。
纳拉迪波的母亲在生下后不久就因为产后并发症去世了。纳拉迪波自幼由西索瓦·蓬珊莫尼（Sisowath Pongsanmoni）抚养长大。他最初是在金边学习。1960年，西哈努克将三个儿子尤瓦那、纳拉迪波、克马努拉克送到中国北京留学。中国总理周恩来及其夫人邓颖超成为了三位王子的监护人。纳拉迪波先是就读于北京市朝阳区芳草地小学，1962年进入灯市口中学（现已并入北京市第二十五中学）读初中。毕业后，升入北京大学附属中学的读高中。1963年11月17日，西哈努克将纳拉迪波指定为自己的继承人。1965年高中毕业，免试进入北京大学汉语言文学专业学习。不久后，文化大革命爆发。根据北京大学教师郭罗基的说法，纳拉迪波对文化大革命很感兴趣，而且认同毛泽东思想，这是柬埔寨王室无法接受的。1967年，哥沙曼王后通知中国方面，中断了纳拉迪波的学业，把他送往法国深造。然而翌年法国发生五月风暴，纳拉迪波被召回国内。
由于精通中文，纳拉迪波在归国后担任人民社会同盟机关报《柬埔寨日报》的中文版总编辑。作为一个共产主义者，他获得“人民王子”的绰号。1971年，纳拉迪波王子和拉那烈王子被高棉共和国的军事法庭指控以“支持恐怖袭击”的罪名。拉那烈无罪释放，纳拉迪波被认定犯有叛国罪，判处五年监禁。1973年5月获释，随后流亡中国。
1975年底，纳拉迪波跟随父亲一起回到了柬埔寨。他在红色高棉统治期间失踪。在红色高棉掌权期间，西哈努克共有五个子女失踪，包括诺罗敦·纳拉迪波王子、诺罗敦·索丽亚·伦赛公主（Norodom Sorya Roeungsi）、诺罗敦·克马努拉克王子（Norodom Khemanourak）、诺罗敦·波东帕花公主（Norodom Botum Bopha）和诺罗敦·苏嘉塔公主（Norodom Sujata）。西哈努克多次写信给红色高棉领导人，要求让他的子女前来会面，但没有得到任何回复。五人后来全部被宣告死亡。1994年6月7日，纳拉迪波被追赠“亲王”的头衔。然而，纳拉迪波还活着的传闻却不断地出现。1999年，一位名叫Hang Vaing的妇女曾宣称自己他丈夫是纳拉迪波王子。也有人自称是失踪的诺罗敦·克马努拉克王子（Norodom Khemanourak）。对此西哈努克一再予以否认。2010年，因贡布省楚克县又有人自称是纳拉迪波，西哈努克再次宣称两个人都是假的，两位王子早已被红色高棉杀害；西哈努克希望人们不要被他们所欺骗。